# Заборављање
Заборављање је повремени или трајан процес губитка способности да се изазове или обнови нешто што је раније представљало психофизиолошки садржај.
Процес заборављања може бити од значаја за ефикасно коришћење меморије. Некада је од важности изгубити информацију за неки епизодни догађај из живота (шта смо јели прошле недеље) како би се дао приоритет важнијим информацијама, или је потребно интегрисати информацију из више епизодних догађаја (шта нека особа воли да једе). Приликом присећања мора се омогућити приступ најрелевантнијој информацији.
Процес заборављања могућ је на сва три нивоа механизма памћења и чувања информација:
1. кодирање информације,
2. складиштење информације,
3. приступ ускладиштеној информацији.